# 傅式説
傅 式説（ふ しきえつ）は、中華民国の政治家・化学者・教育者。南京国民政府（汪兆銘政権）の要人。字は筑隠。傅式悦と表記されることもある。字は築隠。号は耐盦。

## 事跡
1903年（光緒29年）、中山学堂に入学する。1905年（光緒31年）、日本に留学して、東京帝国大学で工学士の称号を取得した。1911年（宣統3年）、帰国し、辛亥革命で革命派の義勇軍に参加した。その後、再び日本へ留学し、東京帝国大学工学部で研究生となった。このとき、同級生たちと『丙辰学社』、『中華学芸社』を創立している。
1918年（民国7年）に帰国し、通易鉱務公司、漢冶萍煤鉱公司などに所属した。1922年（民国11年）、私立廈門大学教授をつとめる。1924年（民国13年）には、大夏大学の創設に従事し、その首脳となる。1927年（民国16年）以降、国民政府の交通部や財政部で任用された。一方で、中華学芸社社長、大夏大学臨時校長なども、つとめている。
1940年（民国29年）3月、汪兆銘（汪精衛）の南京国民政府に参加し、鉄道部部長兼中央政治委員会指定委員（以後、4期務める）となった。8月、中日文化協会常務理事兼総幹事となる。12月、全国経済委員会委員をつとめた。8月、行政院政務委員となり、さらに浙江省政府主席兼民政庁庁長となった。その後、清郷委員会委員や新国民運動促進委員会委員なども歴任している。
1943年（民国32年）3月、杭州日本専管租界接収委員に任じられた。1944年（民国33年）9月、建設部部長に任命される。11月、全国経済委員会常務委員となった。翌年2月、敵産管理委員会委員にもなっている。
日本敗北後の1945年（民国34年）9月27日、傅式説は蔣介石の国民政府に上海で逮捕された。翌1946年（民国35年）9月28日、漢奸の罪で死刑判決を受け、1947年（民国36年）6月19日、上海市で執行された。享年57。
著書に『化学概論』がある。